# Избори в САЩ 2022 г
Изборите в Съединените щати през 2022 г. се проведоха на 8 ноември 2022 г.
На междинните избори, по време на мандата на президента на САЩ Джо Байдън бяха избрани:
- всички 435 членове на Камарата на представителите
- 35 от 100-те сенатори в Сената, вижте Избори за Сенат на Съединените щати през 2022 г. ,
- губернаторите в 36 щата и 3 територии, вижте изборите за губернатор на Съединените щати през 2022 г. ,
- 88 от 99-те щатски законодателни органа, вижте щатските избори в Съединените щати през 2022 г.

Допълнително бяха проведени множество местни избори (кметове и местни съвети) и гласувания.

## Най-скъпата предизборна кампания
С приблизително 17 милиарда долара разходи, предизборната кампания в САЩ през 2022 г. стана най-скъпата в историята на САЩ. 

## Неофициално изявление на Русия за намеса
Ден преди изборите, руският предприемач Евгений Пригожин, който беше обвинен в участие в тайни пропагандни дейности на руското правителство, написа във Vkontakte относно руската намеса в изборите в САЩ: „ Ние се намесихме, правим го и ще продължим да го правим. 

## Резултати от изборите
Тъй като партията на действащия президент обикновено губи на междинни избори, много от наблюдателите очакваха демократите да загубят. Въпреки това, след решението на Върховния съд за отмяна на правото на аборта, в началото на лятото, социологическите проучвания първоначално се изместиха в полза на демократите, чиито избиратели бяха мотивирани от решението на съда да гласуват за тях. Докато републиканците все още водеха с 5 процента в анкетите за Камарата на представителите през пролетта, надпреварата беше до голяма степен равностойна през лятото. От средата на октомври републиканците отново успяха да завоюват позиции и отново са с 3 – 5 процента пред демократите в социологическите проучвания. Политически експерти обясняват това с високата инфлация и разходите за живот и недоволството от президента Байдън, което отново засенчи въпроса за абортите преди изборите.
След края на изборите, както изборите за Конгрес, така и изборите за губернатори първоначално показаха приблизително равен резултат и за двете партии: мнозинството в Сената и в Камарата на представителите все още не беше определено. Окончателните резултати за Камарата на представителите се очакваха само след няколко дни до седмици, поради продължително преброяване на гласовете в няколко щата. На 16. Ноември 2022 г. републиканците в Камарата на представителите постигат, след преброяване на повечето гласове, мнозинство от 218 на 211. В останалите 6 избирателни района резултатът все още се чакаше.
Контролът в Сената беше отворен за дълго време: първоначално демократите успяха да спечелят място от републиканците с Пенсилвания, но три щата бяха под въпрос, че стана ясно едва в събота след изборите и след като мнозинството от гласовете бяха преброени, че демократите ще запазят контрола над Сената. Настоящите демократи в Аризона и Невада бяха преизбрани, оставяйки демократите с поне 50 места, а републиканците с 49. На 6. декември се стига до балотаж в щата Джорджия.
На изборите за губернатор, демократите спечелиха три места от републиканците с Аризона, Мериленд и Масачузетс. Републиканците спечелиха Невада от демократите. След изборите републиканците вече имат 26 губернатори (−2), демократите 24 (+2).
Макар и прогнозирана от много експерти преди изборите, „червената (републиканска) вълна“ не се реализира. Гледайки напред към президентските избори през 2024 г., много експерти видяха резултатите като отслабване на Доналд Тръмп (няколко от подкрепяните от него кандидати загубиха изборите си), докато губернаторът на Флорида Рон ДеСантис, който беше преизбран с почти 20 процента разлика, стана новата звезда на Републиканската партия за изборите през 2024 г.
След като разочароващият за Републиканската партия изборен резултат стана известен, критиците на Доналд Тръмп се изказаха и го обвиниха за резултатите от изборите. Известен като критик на Тръмп, губернаторът на Мериленд Лари Хоган обяви, че това е „третата поредна изборна загуба“, приписвана на Тръмп. Сенатор Бил Касиди от Луизиана каза, че кандидатите, подкрепени от Тръмп, не са оправдали очакванията. Лидерът на републиканското малцинство в Сената Мич Макконъл също беше изправен пред вътрешнопартийни критики. Представянето на Републиканската партия не е убедително за избирателите.